# Зловещий священник
«Злой священник» (англ. The Evil Clergyman) — короткий рассказ, взятый из отрывка в письме, которое написал американский писатель Говард Филлипс Лавкрафт к его другу Бернарду Остину Дуайеру в 1933 году. После смерти Лавкрафта отрывок был опубликован в виде короткого рассказа в выпуске «Weird Tales» за апрель 1939 года. 

## Сюжет

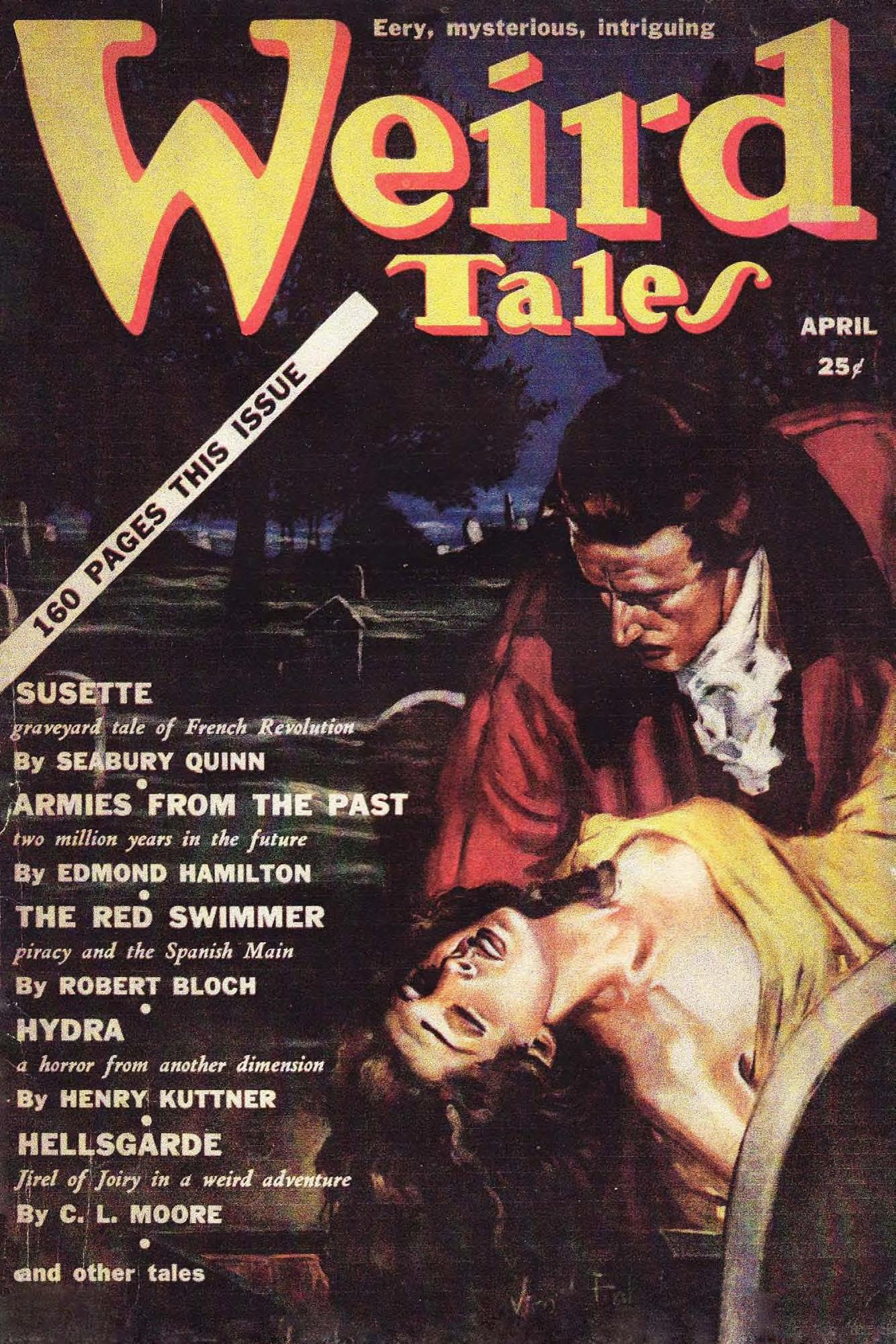
Weird Tales апрель 1939 года

Рассказчик снимает комнату в доме. Владелец дома велит ему не трогать вещи на столе ночью. Рассказчик находит фонарик, который почему-то лучился фиолетовым цветом, похожим на поток крохотных частиц. Расположив странный маленький предмет на столе напротив книги он осветил его фиолетовым светом и тогда раздался треск, шипение, а после в комнате появилась белая фигура.

Рассказчик оказался в Ином измерении, он видит явления противоестественной геометрии, где всё как в дымке. Он оказался в комнате, полной священников англиканской церкви. Возглавлял их епископ который говорил про «Нововошедшего» и «Новоприбывшего» и бросал магические книги в очаг у окна (скрытый за неожиданным изгибом стены). Вереница священников спустилась в люк в полу, а зловещий священник остался и сделал из верёвки петлю, чтобы повеситься. Рассказчик хотел спасти его, но тот набросился на него и в борьбе провалился в люк. Затем словно развеялось заклинание и рассказчик стал видеть мир в нормальных трёх измерениях. Двое сельских жителей уставились на него, а один вскрикнул: «Неужто? Вновь?». Вошел старый хозяин дома и сказал:
Итак, вы не оставили ту вещь в покое! Но я знал, что так случится, простите меня. Однако вам не следовало позволить ему вернуться. Вы знаете, что он жаждет. Так уже раз случилось прежде, однако человек перепугался и застрелился. Не пугайтесь подобно тому, кого он настиг прежде. С вами всё будет в порядке, если смиритесь с необходимостью предпринять радикальные перемены в вашей жизни. Вы обязаны больше не прикасаться к этой вещи. Ничего уже изменить нельзя. Вы сделаете только хуже или призовёте кого-либо ещё. Я постараюсь подготовить вас, как я только смогу. Я бы рекомендовал вам отправиться в Америку. Произошли определённые изменения в вашей внешности. Он всегда действует так. Но в новой стране вы сможете привыкнуть к этому.
Рассказчик видит в зеркале, что теперь у него другая внешность и одежда священника. Теперь весь остаток жизни он будет тем человеком!

## Вдохновение
Рэмси Кэмпбелл напишет похожую историю в «Возвращении ведьмы» из «Обитателя озера», где дух Глэдис Шоррок пытается завладеть телом посетителя его дома, используя тайны злого священника. Судя по описанию местность похожа на город Севернфорд («Страна Кэмпбелла»).
Лавкрафт называет город как Севернфорд, округ Кэмпбелла, но в США существует пять округов с таким названием. В Англии существует город Севернфорд.
В «Энциклопедия Лавкрафта» говорится: «трудно сказать, как бы Лавкрафт доработал бы этот необычный и сверхъестественный сценарий»
В рассказе упоминаются магические трактаты таких авторов, как — Парацельс, Альберт Великий, Тритемий, Гермес Тривеликий, Бореллий.
Лавкрафт описывает Иной мир как одновременно невозможный и реалистичный, в манере незавершённых рассказов: «Что вызывает Луна» и «Нечто в лунном свете». Неевклидовая геометрия описана в рассказах «Зов Ктулху», «Грёзы в ведьмовском доме», «Ловушка».

## Связь с другими произведениями
- В рассказе «Праздник» сектанты спускались в люк в полу церкви, которая находилась в Ином мире.
- В романе «Случай Чарльза Декстера Варда» приводится цитата Бореллия.
- В рассказе «Ловушка» ученик попадает через него в Зазеркалье.
- В рассказе «Грёзы в ведьмовском доме» ведьма путешествует сквозь порталы, которые описаны как Неевклидовая геометрия и которые ведут в старинную комнату.
- В рассказе «Музыка Эриха Цанна» музыкант открыл портал в другой мир, играя на виоле.

## Адаптация
В 1987 году режиссёр Чарльз Бэнд начал снимать адаптацию The Evil Clergyman в рамках антологического фильма под названием Pulse Pounders. Фильм был отложен и потерян до 2011 года, когда была восстановлена копия The Evil Clergyman. Фильм был показан на Chicago Flashback Weekend и выпущен на DVD в 2012 году, получив положительные отзывы.